# Kateřina (Dolní Podluží)
Kateřina (bis 1946 Katharinenthal) ist ein Ortsteil der Gemeinde Dolní Podluží im Bezirk Děčín. Der Name des Ortsteils basiert auf der nah gelegenen Kirche St. Katharina, welche sich aber nicht auf dem Boden des Ortsteils befindet.

## Geschichte
Eine Ersterwähnung ist für 1690 und eine weitere für 1748 nachweisbar.
|           | 1869 | 1880 | 1890 | 1900 | 1910 | 1921 | 1930 | 1950 | 1961 | 1970 | 1980 | 1991 | 2001 | 2011 |
| --------- | ---- | ---- | ---- | ---- | ---- | ---- | ---- | ---- | ---- | ---- | ---- | ---- | ---- | ---- |
| Obyvatelé | 293  | 344  | 275  | 293  | 318  | 275  | 258  | 154  | 150  | 129  | 91   | 90   | 90   | 80   |
| Domy      | 36   | 38   | 40   | 40   | 41   | 40   | 40   | 39   | .    | 26   | 22   | 23   | 19   | 29   |